# Atuagkat Boghandel
Atuagkat Boghandel (grønlandsk for ”bøger”) var Grønlands førende boghandel, beliggende i hovedstaden Nuuk. Den lå på Aqqusinersuaq 4, overfor Hotel Hans Egede og Grønlands Rejsebureau.
Atuagkat Boghandel (i daglig tale Atuagkat) havde et bredt sortiment af bøger indenfor blandt andet skønlitteratur, biografier og erindringer, børnelitteratur, engelsk litteratur til unge, foruden verdens største samling af groenlandica indenfor boghandlerbranchen, inklusiv et omfattende antikvariat af grønlandske udgivelser. Atuagkat havde desuden et bredt sortiment af spil, plakater og landkort over Grønland.
Atuagkat blev grundlagt 5. maj 1966 og var Grønlands ældste boghandel. Den lukkede 15. januar 2025.

## Tidslinje

### 1966-1986
Atuagkat blev stiftet af Det Grønlandske Forlag i 1966, med formålet om, at overskuddet fra boghandlen skulle dække forlagets udgifter til bogudgivelser.
Bent Elkjær Danielsen blev ansat som boghandler, men allerede i 1968 sagde han op. Samme år blev Poul Bay ansat som boghandler og han besad stillingen indtil 1983.
I 1985 fik Inger Hauge stillingen som ledende boghandler og året efter overtog hun den fra forlaget, og Atuagkat Boghandel blev dermed det første hjemmestyreejede selskab til at overgå til private hænder.

### 1986-2005
Inger Hauge drev Atuagkat Boghandel sammen med sin mand, Steen Amandus, som selv var indehaver af Kontorteknik. De to virksomheder blev lagt sammen og drevet som Atuagkat & Kontorteknik frem til årtusindskiftet.
I 1991 kunne Atuagkat fejre 25-års jubilæum med en jubilæumsavis og med optræden af Dario Campeotto.
I år 1999 besluttede man sig for at dele Atuagkat og Kontorteknik igen. Kontorafdelingen blev på adressen, nu drevet af Cuno Møller Jensen, Lennie Pedersen og Jens Raage som Kontorhuset. Imens flyttede Atuagkat med bogafdelingen ind i det lille blå hus på Imaneq, som mange i dag stadig husker Atuagkat som.
Inger Hauge stiftede i 1994 Forlaget Atuagkat, som hun selv drev frem til 2017, hvor hun valgte at stoppe med at tage nye bøger ind grundet høj alder. Den sidste bog, hun udgav var ”Den porøse poet og snespurven” af Hans-Erik Rasmussen.

### 2005-2015
I 2005 henvendte Claus og Dorthe Jordening sig angående en anpart i forretningen. Det førte til et reelt generationsskifte, hvor parret overtog boghandlen, mens Inger beholdt Forlaget Atuagkat.
Claus og Dorthe drev Atuagkat videre i det blå hus frem til 2010, hvor huset, på grund af Grønlands Selvstyres planer om byggeri af indkøbscenter og kontorer til den grønlandske regering. Atuagkat flyttede midlertidigt ind i den gamle Kamik-bygning ikke langt fra den oprindelige beliggenhed.
Her havde Atuagkat til huse frem til 2012, da Nuuk Center stod klar. Atuagkat Boghandel lukkede i maj og genåbnede i juli som Atuagkat Bog & Idé i Nuuk Center. Lokalet, de flyttede ind i, ligger nærmest samme sted, som det blå hus havde grund.
I 2015 valgte Atuagkat at flytte ud af Nuuk Center igen, og i samme forbindelse forlod de kæden Bog & Idé, og blev altså igen til Atuagkat Boghandel. De flyttede ind på Aqqusinersuaq 4, hvor de endnu har deres forretning i dag.

### 2015 –
Atuagkat kunne i 2016 fejre 50-års jubilæum, med stort udsalg og reception i forretningens lokaler. Indehaver Claus Jordening fejrede samme år sin 50-års fødselsdag, og det blev altså en dobbeltfejring den 6. maj, dagen efter forretningens jubilæumsdag.